# Рибера, Хосе Луис
Хосе Луис Рибера Уранга (исп. José Luis Ribera Uranga; род. 1 июня 1965, Аскойтиа, Страна Басков) — испанский футболист и футбольный тренер.

## Клубная карьера
Рибера начал свою карьеру в футбольном клубе «Реал Сосьедад», сыграв в одном матче. Также в это время находился в команде «Реал Сосьедад B», проведя 6 игр. Хосе Луис перешёл из «Реал Сосьедад» в «Сестао Спорт» в июле 1987, где провёл два сезона.
Рибера сменил «Сестао Спорт» на «Реал Бургос», за который сыграл 69 матча. В июле 1991 перешёл в «Депортиво Ла-Корунья», где сыграл 129 матчей.
Последней командой Хосе Луиса стал «Райо Вальекано». В возрасте 33 года завершил карьеру игрока.

## Тренерская карьера
Свой первый опыт работы главным тренером получил в футбольном клубе «Лагун Онак», который он руководил два года. В 2003—2004 был помощником главного тренера «Эйбара», а в 2004 самостоятельно руководил командой.
В период с 2004 по 2007 год Рибера также успел поруководить такими командами, как «Реал Сосьедад B» и «Реал Сосьедад», а в 2007 году стал помощником главного тренера «Депортиво Ла-Корунья». В 2012 — ассистент в «Вильярреале».
Рибера также руководил клубом «Сестао Ривер» в течение сезона 2012/13.